# بوب مورلي
روبرت ألفريد مورلي (بالإنجليزية: Bob Morley)‏ (من مواليد 20 ديسمبر 1984) ممثل أسترالي عرف بظهوره في دور بيلامي بليك على 100 في عام 2014 ،

## روابط خارجية
- بوب مورلي على موقع IMDb (الإنجليزية)
- بوب مورلي على موقع ألو سيني (الفرنسية)
- بوب مورلي على موقع قاعدة بيانات الفيلم (الإنجليزية)

- بوب مورلي في قاعدة بيانات الأفلام على الإنترنت